# Samuel Lewis Navarro
Pour les articles homonymes, voir Lewis et Navarro (homonymie).
Samuel Lewis Navarro, né le 15 juillet 1957 à Panama city (Panama), est un homme d'affaires et homme politique panaméen. Il est premier vice-président et ministre des Affaires étrangères du 1er septembre 2004 au 1er juillet 2009.
Il est marié et père de quatre enfants. Son père, Gabriel Lewis Galindo (1929-1996), fut ministre des Affaires étrangères de 1994 à 1996.